# Tabanus argentata
Tabanus argentata är en tvåvingeart som först beskrevs av Szilady 1926.  Tabanus argentata ingår i släktet Tabanus och familjen bromsar. Inga underarter finns listade i Catalogue of Life.